# Ольо
О́льо (итал. Oglio) — река в Северной Италии. Левый приток нижнего течения реки По.
Длина 280 км, площадь бассейна 6650 км². Течёт по территории области Ломбардия (провинции Брешиа, Бергамо, Кремона и Мантуя). Образуется слиянием двух потоков, истоки которых находятся в горном массиве Ортлес (Южные Известняковые Альпы), — Нарканелло с истоком на леднике Презена, и Фриджидольфо с истоком в озере Эркавалло (Ercavallo) в национальном парке Стельвио.
Протекает по долине Камоника, через озеро Изео, затем по Паданской равнине. Впадает в реку По в провинции Мантуя.
Река используется для нужд гидроэнергетики и орошения.
Крупнейшие притоки:
- Кьезе
- Мелла
- Аллионе
- Деццо
- Керио